# Gressenhall
Gressenhall est une paroisse civile et un village du Norfolk, en Angleterre.